# Либетра
Либетра (на старогръцки: Λείβηθρα, Λίβηθρα, старогръцко произношение: Либетра, Лейбетра, новогръцко: Ливитра) е античен гръцки град, разположен в югоизточното подножие на Олимп, Катеринско, Гърция. Градът играе важна роля в античната история на областта. Тук археолозите откриват гробници от края на Бронзовата епоха (XIII – XII век до н. е.), с богати гробни дарове.

## География
Либетра е разположен югозападно от градчето Лептокария, в подножието на Олимп, на левия бряг на река Зиляна (античната Сис). Градът е на 4 km от морския бряг и на 2 km северно от село Скотина. Покрай акропола на Либетра текат реките Гривас и Кавуролакас, притоци на Зиляна.

## История

### Писмени сведения
Някои старогръцки източници за древногръцката митология казват, че Орфей е роден в Либетра и по-късно тук е погребан от музите или може би е живял известно време в този град. Гробницата му по-късно е разрушена от наводнение на река Сис. Смятало се, че в Либетра има любимо място на музите, с което се свързва епитетът им Либетриди (Λιβεθρίδες).
Географът от II век сл. н. е. Павзаний пише:
| „                                    | Друга история чух в Лариса: на склона на Олимп, срещу Македония, има град Либетра, а недалеч от града има надгробен паметник на Орфей. Веднъж от Дионис в Тракия до жителите на Либетра дошло предсказание, че когато слънцето види костите на Орфей, тогава градът на либетрейците ще бъде унищожен от свиня. Те не придаваха голямо значение на тези слова на бога, вярвайки, че няма толкова голям и силен див звяр, който да превземе града им. | “ |
| Павзаний, Описание на Елада, IX.30.9 | |   |

Той също така пише, че в Либетра музите събрали части от тялото на Орфей и ги погребали в подножието на планината Олимп, а над гроба му пеели славеи. В Либетра е имало култ към музите, освен това е имало много известни извори и паметници, посветени на Орфей.
Когато Александър Велики тръгва на поход срещу персите, кипарисовата статуя на Орфей според Плутарх се потяла обилно. Повечето хора се уплашили от знака, но Аристандър казва на Александър да се развесели, уверявайки го, че той трябва да извърши дела, достойни за песен и история, чието възпяване би струвало на поети и музиканти много труд и пот.

### Археологически сведения
Λίβηθρα означава канал на гръцки, както и еквивалентният топоним от римската епоха Canalia. Досегашните разкопки потвърждават, че акрополът е обитаван от VIII век пр.н.е. до I век пр.н.е. Районът наоколо е обитаван поне от Бронзовата епоха. Приблизително през 169 г. пр. н. е. римляните издигат армейски лагер в равнината между Хераклион (сега Платамонас) и Либетра по време на Третата македонска война.
Находки от времето на последното селище датират от 100 г. пр.н.е. Все още не е ясно какво в крайна сметка е причинило унищожаването на селището. Вероятно е било земетресение и последвало наводнение.

## Описание
В града има акропол, разположен на 130 m надморска височина и равнинна част. Разкопаната от археолозите площ е около 150 ha, от които 1,5 ha принадлежат на акропола.
Акрополът е разкопаван на случаен принцип и по-голямата част от него остава недокосната. Откритите сребърни монети са предимно от македонски произход, но са открити и монети от други части на Гърция. Намерени са също малки глинени съдове, големи глинени съдове за съхранение, фрагменти от метални изделия и върхове на стрели и копия. Намерена е тежест от олово с надпис ΛΕΙΒΗ.
Акрополът е бил укрепен със стена. Северната странична стена е изградена от малки камъни, докато южната странична стена се състои от големи, подредени каменни блокове. От западната страна са разкрити основите на кула. Формата на другите сгради е различна и те са неправилно построени на тесни улици. Основите са със забележителна дълбочина и показват многоетажна конструкция. Горните стени са били изградени от тухли, а покривите са били покрити с керемиди. Големи глинени съдове за съхранение (питоси) са изкопани от пода на жилищата.
В околностите – Вулкани, Вакуфика, Палеа Лептокария и Скотина, са открити гробове от Микенската епоха и от Желязната епоха. В тях са съхранявани оръжия, инструменти и глинени съдове като гробни предмети. Находките се съхраняват в Дионския археологически музей.